# 坊津町坊
坊津町坊（ぼうのつちょうぼう）は、鹿児島県南さつま市の大字。旧薩摩国河辺郡坊泊郷坊津村、薩摩国河辺郡坊泊郷坊村、薩摩国河辺郡南方郷坊村、川辺郡西南方村大字坊、川辺郡坊津村大字坊、川辺郡坊津町大字坊。郵便番号は898-0101。人口は1,254人、世帯数は627世帯（2020年10月1日現在）。
坊の港である「坊津」は天然の良港として知られ、古代より海上交通の要衝として栄えていた。中国の兵法書『武備志』では安濃津・博多津と並び日本三津の一つとして挙げられ、「日本に三津坊津を総路と為す」と記載される程に中国においても知れ渡っている港であった。坊津は遣唐使の寄港地、倭寇、遣明船の拠点となり、江戸時代には薩摩藩の密貿易の拠点ともなった。
また、景勝地としても知られ、坊津の海岸付近はリアス式海岸となっており、国指定の名勝となっている。公家近衛信輔は坊津の風景を詠んだ和歌「坊津八景」を詠み、浮世絵師の歌川広重は『六十余州名所図会』の題材の一つとして「双剣石」を描いている。

## 地理

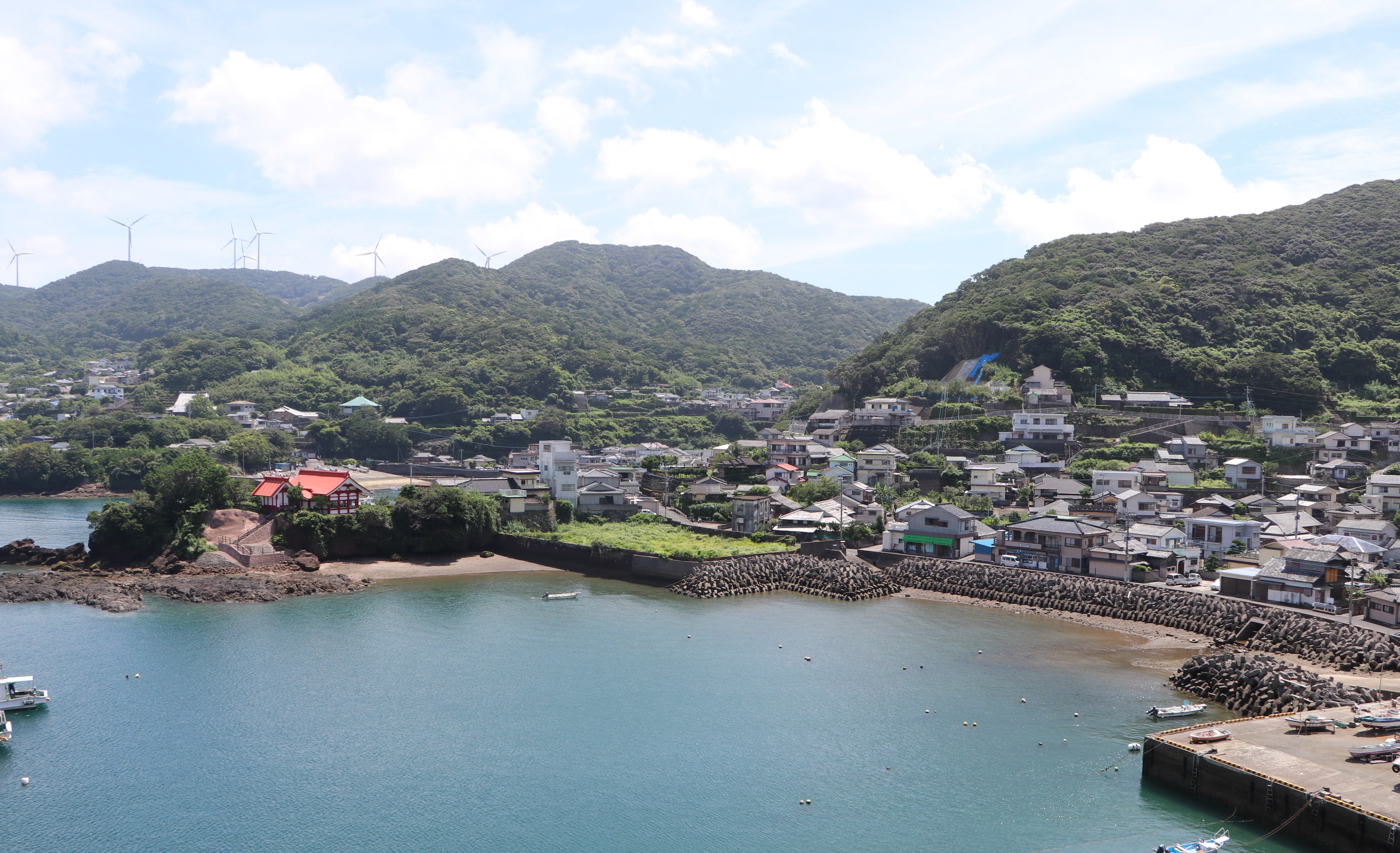
坊ノ浜の高台から望む坊の港町

薩摩半島の南東、南さつま市の最南端に位置する。西方向から南方向にかけては東シナ海に面しており、北には坊津町泊、北西には枕崎市大塚西町、西には枕崎市春日町、火之神北町、火之神岬町にそれぞれ接している。
集落は主に西部の坊と東部の栗野（くりがの）に分かれ、上坊、下浜、坊浜、中坊、上中坊、鳥越、栗野の字からなる。
西部の海沿いには古代から開ける港があり、港付近には南さつま市役所坊津支所、郵便局、駐在所などがある。東部の栗野地区は枕崎市と接する農業地域となっている。坊と栗野にはかつて小学校が設置されていた。
西端には峰ヶ崎、南端には坊ノ岬がある。第二次世界大戦中に坊ノ岬沖約90海里（約166 km）で勃発した大日本帝国海軍の戦艦大和及びその護衛艦艇とアメリカ合衆国海軍の空母艦載機部隊の戦闘は坊ノ岬沖海戦と呼ばれる。また、坊ノ岬に設置されている坊ノ岬灯台は1909年（明治42年）に川辺郡によって建設された灯台である。

### 地名の由来
坊という地名は敏達天皇12年（583年）に百済の日羅が開いたと伝えられる鳥越山竜巌寺（のちの一乗院）の坊舎があったことに由来すると伝えられている。

### 自然公園・自然保護地区
坊の一部の区域は国の名勝「坊津」を構成しており、名勝に指定されている区域は文化財保護法に基づき保護されている。また、その他の区域についても一部は鹿児島県立自然公園である「坊野間県立自然公園」の区域となっている。坊野間県立自然公園は1953年（昭和28年）3月31日に指定された枕崎市から野間岬に至る自然公園である。
南さつま市の条例『南さつま市自然保護条例』により以下の区域が特別保護地区に指定されている。
鵜鳴ヶ崎、先荒所、四本松、菖蒲谷、御崎、山神平、田代前迫、南ヶ迫、先浦尻、先浦尻迫、田ノ尻、浦尻、塩ヶ浦、黒葛山、峠、水涌、赤水前の各全部、鵜鳴ヶ崎、先荒所、四本松、御崎地先海面、山神ノ上(奥の院跡)

### 島嶼
国土地理院地図（抄）。陸繋した浜辺や海礁上の小岩、無名の岩を除く。
- 鵜ノ島、双剣石、黒子島
- 松島
- 長瀬、雀島、赤瀬

## 歴史

### 坊津の興り

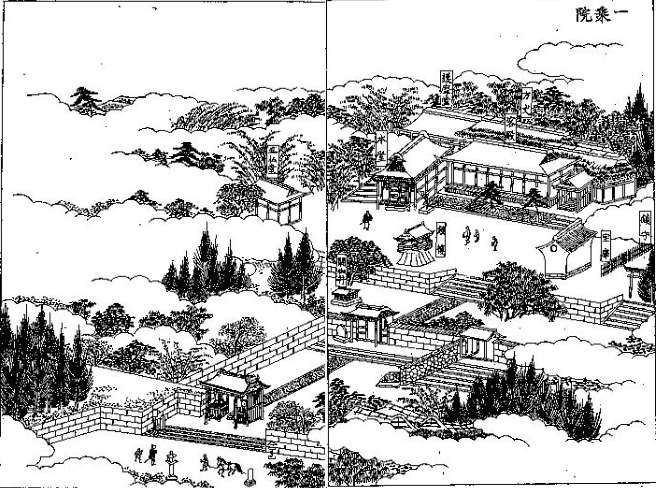
一乗院（三国名勝図会）

飛鳥時代の敏達天皇12年（583年）に百済の日羅がのちに一乗院となる鳥越山竜巌寺を坊津に設立したと伝えられている。長承3年（886年）11月3日に紀州の根来寺の別院として一乗院の称号を与えられた。その後一乗院は江戸時代になると薩摩藩藩主の島津氏の尊崇を受け、薩摩藩でも屈指の寺院となったが、明治2年（1870年）の廃仏毀釈により廃絶した。
舒明天皇2年（630年）頃に始まった遣唐使の派遣は、難波から朝鮮半島を経由する北路ルートと、博多から一気に東シナ海を横断する南路、坊津から琉球を経由する南島路を使用していた。しかし朝鮮を経由する北路ルートは新羅の興隆に伴って唐と新羅の関係が悪化したことにより、危険なルートとなったことで、坊津を経由する南島路が主流のルートとなったとされ、坊津は遣唐船の最盛期に日本の玄関口となり、「入唐道」とも呼ばれたという。但し、杉山宏の検討によると、存在が証明できないことが判明しており、気象条件等の問題により南路から外れた場合にやむを得ずとった航路と考えられ、南路を取って漂流した結果に過ぎず採用の事実はないとする説もある。
天平5年（733年）に奈良の興福寺の僧侶普照と栄叡は、伝戒師を招聘するため坊津から唐に渡った。20年後の天平勝宝5年（753年）に彼らが招聘した鑑真が坊津の秋妻屋浦（現在の坊津町秋目）に上陸した。以降唐やその後の宋に向かう場合、坊津を出帆した者が多かったという。
古代末期の坊津は関白近衛家の荘園となり、坊津に出入りする船に対して「唐物税」を徴収するようになった。

### 中世の坊津と海外交易

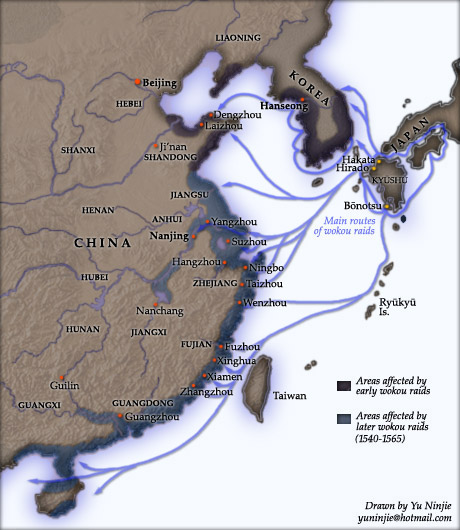
倭寇の活動地域。坊津も拠点の一つであった。

中世の坊は「坊津」という地名であった。地名としての坊津は鎌倉時代より見え、薩摩国河邊郡のうちであった。承久の乱以降、河邊郡を治めていた千竈氏が記した「千竃文書」に坊津の地名が記載されており、嘉元4年（1306年）4月14日の譲状において「ハうのつ」と記載されているのが地名の初見であるとされる。
応永11年（1404年）から1世紀半に渡って行われた日明貿易に用いられた遣明船は、堺から博多、五島列島を経て明に向かう中国路と、堺から土佐沖、坊津、琉球を経て明に向かう南海路の2ルートがあり、当初は中国路のみが用いられていたが、第4次遣明船より南海路が主に用いられるようになった。またこの頃朝鮮半島や中国大陸沿岸で活動していた海賊である倭寇は、坊津を拠点の1つとしていたといわれている。
応永24年（1417年）に薩摩国南部を平定した島津豊久は、薩摩国南部征討の目的として「夫より坊津・泊津に御下り、更に草木もなひき候得者、大慶此時に候、か様に薩摩一向に御静謐候」と記しており、坊津の領有が目的の一つであったとしている。
室町時代の軍記物「応永記」においては隣接する泊（現在の坊津町泊）と併せて「坊泊」と記されている。文禄3年（1594年）に京都の公家近衛信輔は豊臣秀吉が朝鮮出兵のため朝鮮に向け兵を起こしたのに合わせて、自ら朝鮮半島に渡ろうとして、後陽成天皇と秀吉の怒りを買い、坊津に3年間の配流となった。しかし近衛家は薩摩の島津氏とは縁故の深い関係にあり、かつ坊津は近衛家の荘園地であったことから、配流とはいえ厚くもてなされたという。近衛信輔は坊に居住している間に坊津の風景を詠んだ「坊津八景」を記している。

### 江戸時代の鎖国と漁港化

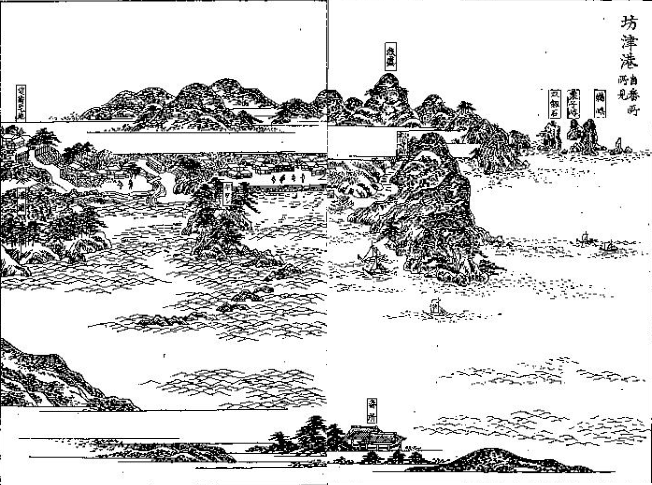
坊津港（三国名勝図会）

江戸時代には薩摩国河邊郡坊泊郷（外城）のうちであり、坊津村とも坊村とも呼ばれた。明治2年に坊泊、久志秋目、鹿籠の3郷が合併し南方郷のうちとなった。「天保郷帳」には坊津村として539石余、「旧高旧領取調帳」には坊村として157石余と記載されていた。伊能忠敬が著した「九州東海辺沿海村順」によると家数は247軒あり、その内本村は122軒、坊津浦87軒、栗野38軒であり、その他に42軒があったと記されている。
坊津は薩摩藩でも特に重要な港であり、港の監視を行う津口番所が現在の坊津歴史資料センター輝津館付近に設置されていた。津口番所では異国船や特に薩摩藩が禁制としていた一向宗教徒とキリスト教徒の取締りが重点的に行われていた。一向宗教徒は上陸を禁じられ、キリスト教徒は鹿児島城下に送られたという。
また、前述のとおり坊津は古くから海外との交易が盛んであり、元和7年（1621年）成立の中国の兵法書『武備志』において、坊津は伊勢国安濃郡（現在の三重県津市）の安濃津、筑前国（現在の福岡県福岡市）の博多津と並び日本三津の一つとして挙げられ、同書中に「日本に三津坊津を総路と為す」と記載される程に中国においても知れ渡っている港であったという。
寛永12年の鎖国令以降は薩摩藩の密貿易の拠点として栄えた。鎖国制度が取られて以降も享保年間に発生した「享保の唐物崩れ」と呼ばれる幕府の一斉摘発まで交易による賑わいは続いたという。「享保の唐物崩れ」により海外との交易が落ち込んだ坊津は漁港となり、カツオ漁を中心とした漁村となった。
浦町である坊浦は西を寺ケ崎、東を鶴ケ崎に囲まれる港であり、御船奉行の指揮を受けた浦役が治めていた。

### 近代の坊

旧坊津町域の地図

明治5年に大区小区制が施行され、南方郷は第19大区となり、坊村と泊村で1つの小区が組織された。1879年（明治12年）に郡区町村編制法が施行されたのに伴って、坊村の一乗院跡に戸籍の事務などを行う戸長役場が設置された。町村制施行直前には久志村、秋目村、坊村、泊村の各村を管轄していた戸長役場が4村の地理的に中心に位置していた久志村に統合されたという。ただ、経済的に規模の大きい坊泊から久志にある戸長役場までの交通は不便であり、坊泊地区への移転を主張する意見もあったが、久志・秋目は地理的中心地から移転するのは不平等であるとして反対した。
1889年（明治22年）には、町村制が施行されたのに伴い、南方郷の西部にある坊村、泊村、久志村、秋目村の区域を以て西南方村（にしみなみかたむら）が成立した。これに伴い、それまでの坊村は西南方村の大字「坊」となった。
西南方村が成立したのちも旧来の村の単位で戸主会や総代会が組織された。戸主会や総代会は区有財産の管理を行っていたほか、地域住民の代弁者として村政に対して強い発言権を有するものとなっており、坊と泊が共同で坊泊戸主協議会を組織した。戸主協議会は町村制における自治体と同等の規約を制定し、強力な財力を基に地場産業の振興開発や地域住民の生活の向上のための事業が行われた。特に漁業に関しては資本を集約し会社を設立してブリの養殖やカツオ漁、製氷業、鰹節加工を行っていたという。
第二次世界大戦中には本土決戦に備え、坊泊海岸には大日本帝国海軍の海上特別攻撃隊の部隊、大日本帝国陸軍第百四十六師団（護南部隊）の一部、坊ノ岬灯台にも灯台部隊が駐留していた。

### 現代の坊
1953年（昭和28年）には西南方村が名称を変更し坊津村（ぼうのつむら）となり、坊津村の大字となった。この村名変更に際して「坊津村」への名称変更を推進する坊と泊の住民に対して、秋目と久志の住民は「坊津以外であれば何でもよい」として反対した。この結果村議会で紛争し、最終的には村議会は坊泊と秋目久志に分村を議決する事態に発展した。分村が議決されたことに伴い西南方村は鹿児島県に対して分村申請書を提出したが、申請を受けた鹿児島県は坊泊は経済的に自立可能であるが、秋目と久志は経済的に自立不可能であるとして申請を認めなかった。その後1953年（昭和28年）に地域住民間の感情的な対立が解けたとして、村議会において村名の変更の件が議決されたという経緯がある。
また、村名変更時には町制施行要件を満たしていたが、村名変更と同時に栗野地区が枕崎市への編入を望む動きがあったため、町制施行はいったん保留となったが円満に解決したとされ、名称変更の2年後の1955年（昭和30年）に町制施行し坊津町となり、坊津町の大字となった。
2005年（平成17年）11月7日に坊津町が加世田市、金峰町、笠沙町、大浦町と合併し新たに南さつま市が設置された。市町村合併の際に法定合併協議会である川辺地区合併協議会における協議によって、坊津町の区域の大字は現行の町名を現行の大字名に冠したものに改称する旨が協定され、合併前の同年10月21日に鹿児島県の告示である「 字の名称の変更」が鹿児島県公報に掲載された。この告示の規定に基づき合併と同日に名称の変更が行われ、大字名が「坊」から「坊津町坊」に変更された。

## 文化財

### 国指定
- 坊津（名勝）
坊一帯に広がるリアス式海岸である[11]。2001年（平成13年）1月29日に国の名勝に指定され、2006年（平成18年）に区域が追加された[10]
- 絹本著色八相涅槃図（重要文化財）
坊津歴史資料センター輝津館に保管されている鎌倉時代の仏教絵画である[49]。釈迦入滅を描き、縁辺には入胎から初転法輪までの仏法を書き添えている[50]。1972年（昭和47年）に国の重要文化財（美術品）に指定された[50]。複製品は常時展示されており、実物は毎年11月のみ公開されている[51]。絵画自体は龍巌寺が所有しており輝津館に寄託されている[49]。
- 南薩摩の十五夜行事（重要無形民俗文化財）[52]

### 県指定
- 杉戸（有形文化財（絵画）[53]） - 坊津歴史資料センター輝津館所蔵[51]。
- 扁額（有形文化財（工芸品）[53]） - 坊津歴史資料センター輝津館所蔵[51]。
- 坊津一乗院聖教類等（有形文化財（古文書）[53]） - 坊津歴史資料センター輝津館所蔵[54]。
- 一乗院跡（史跡[53]）

### 市指定
南さつま市指定の文化財については以下のとおりである。※は「坊津歴史資料センター輝津館」の住所である坊津町坊9424番地1を所在地として指定されている文化財である。
- 近衛屋敷跡（史跡）
- 太鼓橋（史跡）
- 硯川（史跡）
- 下浜滝磨崖仏（史跡）
- 白山殿左名号磨崖文字（史跡）
- 沈溺諸霊塔（史跡）
- 木下大膳大夫の墓（史跡）
- 畠山頼国の墓（史跡）
- 太山府君神塚（史跡）
- アカンコ供養塚（史跡）
- 明全和尚の墓（史跡）
- 佐藤家の墓（史跡）
- 鳥越ほうそう踊り（無形民俗文化財）
- 薩摩塔（有形民俗文化財）※
- 沈花牡丹文青磁瓶（有形文化財（工芸品））※
- 船名額(金比羅丸)（有形文化財（歴史資料））※
- 船名額(祇園丸)（有形文化財（歴史資料））※

- 近衛信輔筆和歌（有形文化財（書跡））※
- 金銅押出不動明王（有形文化財（彫刻））※
- 青磁香炉（有形文化財（工芸品））※
- アカンコ庚申塔（有形民俗文化財）
- 水剣・宝剣（有形文化財（工芸品））※
- 青銅十一面観音座像（有形文化財（彫刻））※
- 木像阿弥陀如来立像（有形文化財（彫刻））
- 龍智菩薩像（有形文化財（絵画））※
- 金銅菩薩座像（有形文化財（彫刻））※
- 島津朱印状（有形文化財（歴史資料））※
- とんだ盆(丸型)（有形文化財（工芸品））※
- とんだ盆(角型) （有形文化財（工芸品））※
- まっど面(２面)（有形文化財（工芸品））※
- 関船の舵（有形文化財（歴史資料））※
- 坊津歴史資料類等(６点)（有形文化財（歴史資料））※
- 有馬家媽祖神像等（有形文化財（歴史資料））※
- 宮内家娘媽大権現祈祷札等（有形文化財（歴史資料））※

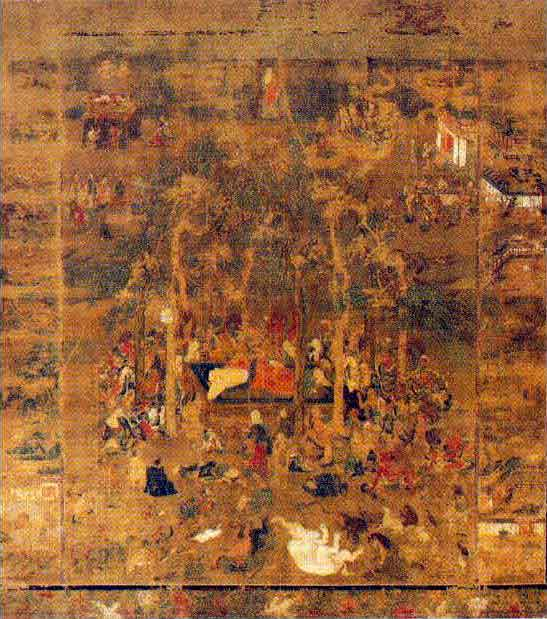
絹本著色八相涅槃図（国指定重要文化財）
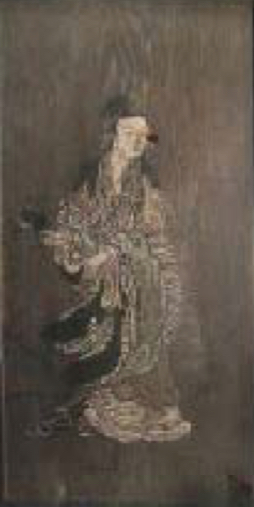
杉戸（県指定有形文化財（絵画））
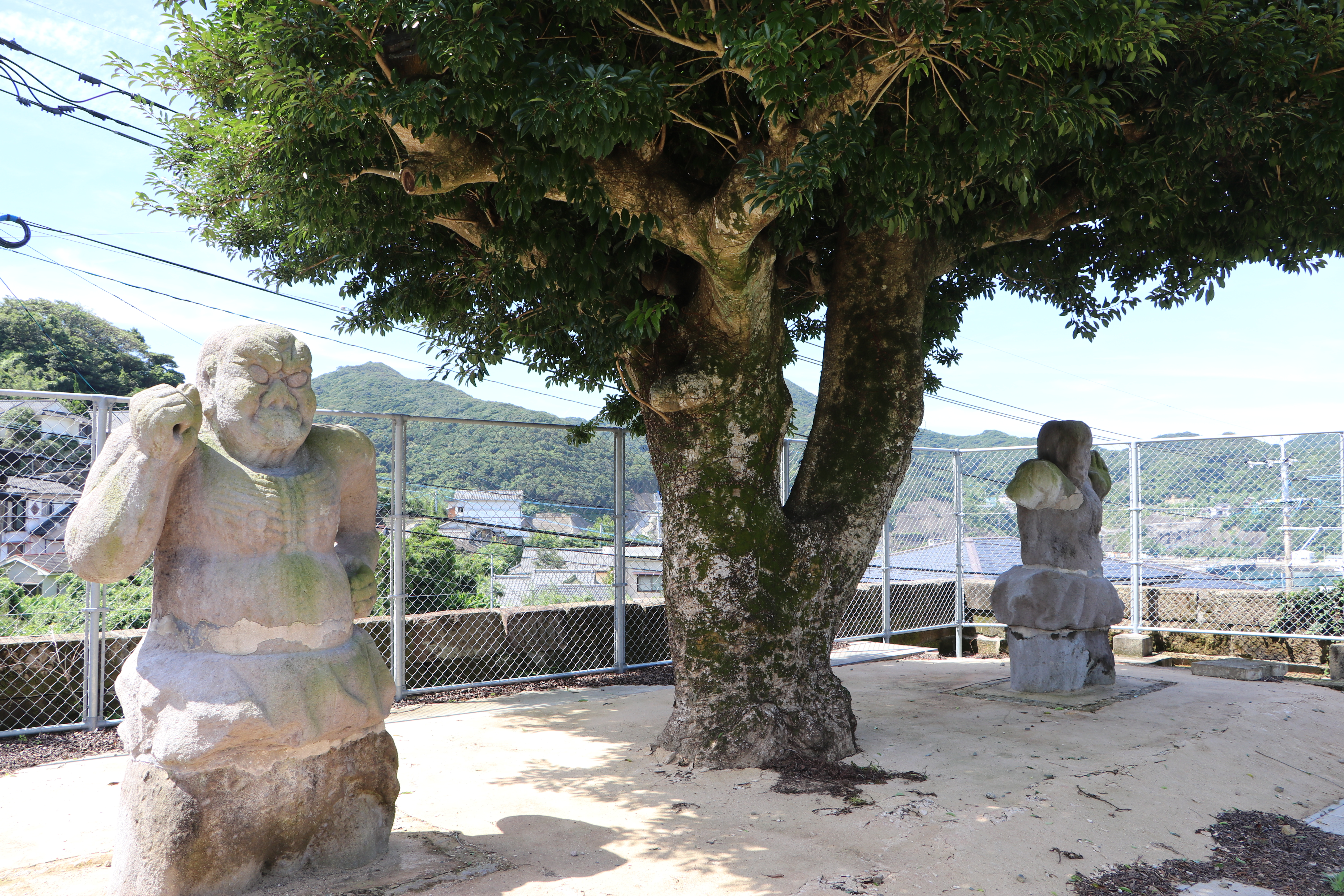
一乗院跡地（県指定史跡）に残る仁王像

## 産業
2015年（平成27年）の国勢調査によると15歳以上の就業者数は608人であり、産業別では多い順に医療・福祉（120人）、農業（85人）、卸売業・小売業（75人）、製造業（62人）、運輸業（57人）、漁業（24人）となっている。
2014年（平成26年）の経済センサスによれば坊津町坊に所在する民営の事業所数は45事業所であり従業者数は135名であった。業種別には飲食料品小売業12事業所、建設業8事業所、製造業3事業所、電気業・飲食料品卸売業・その他の小売業・織物衣服身の回り品小売業・無店舗小売業がそれぞれ1事業所の順であった。

### 漁業
坊津は古代より交易で栄えた港であるが、江戸時代に行われた鎖国と幕府の取り締まりにより交易は衰退し、漁業中心の村となった。1890年（明治23年）にブリ漁を専門とする坊泊鰤漁業株式会社、1907年（明治40年）にはカツオ漁を専門とする坊泊鰹株式会社が設立された。1909年（明治42年）には、日本で初めてとなる発動機付きの漁船が導入された。坊泊鰤株式会社は、好成績時には高配当を記録しており、1893年（明治26年）のロンドンタイムズに日本国内一位、世界二位の配当であったと紹介されたという。しかし好景気も長く続かず、漁業不振により鰤会社が1917年（大正6年）に解散、1922年（大正11年）には鰹会社も解散した。
両会社解散後も鰹漁業は引き続き行われており、1946年（昭和21年）には漁業協同組合が設立された。

### 商工業
明治時代には坊深浦を造船場として、造船業が営まれていた。1907年（明治40年）に「坊泊鰹漁業株式会社」が設立され、その後鰹会社が使用する動力船が深浦で建造された。その後坊津・枕崎で使用される動力船を次々に建造し賑わったという。大正末期になると国内経済の悪化と漁業の不振により衰退し、昭和初期になると消滅したという。
また、「坊津町郷土誌」によると他の商工業としてカツオ漁に関連する鰹節製造業、鰹節販売業、鮮魚仲介業があると記載されている。

## 祭事

### 坊ほぜどん
室町時代から行われていると伝えられる八坂神社の例大祭である。例年10月15日に行われる。豊作・豊漁・無病息災を祈り、冠を被った晴れ着姿の女子が坊地区内を練り歩く。また、この行列に母親に抱かれた幼児が加わることにより、その幼児は身体が丈夫になると伝えられている。神社に帰還後は神事が執り行われる。かつては、神楽や神舞も行われていたという。

### 十五夜行事
坊では例年旧暦の8月15日に上坊、鳥越、中坊、下浜、坊浜、栗野で十五夜行事が行われている。特に上坊と鳥越の十五夜行事は十五夜の前日に行われる「火とぼし」（火見せとも）と呼ばれる風習があり、十五夜行事で使用する綱を作る際に使用する番茅を山から降ろすとき、山の上で松明を回して集落に知らせるというものである。これらの行事は1981年（昭和56年）に国指定の重要無形民俗文化財である「南薩摩の十五夜行事」の一つに指定された。

## 施設

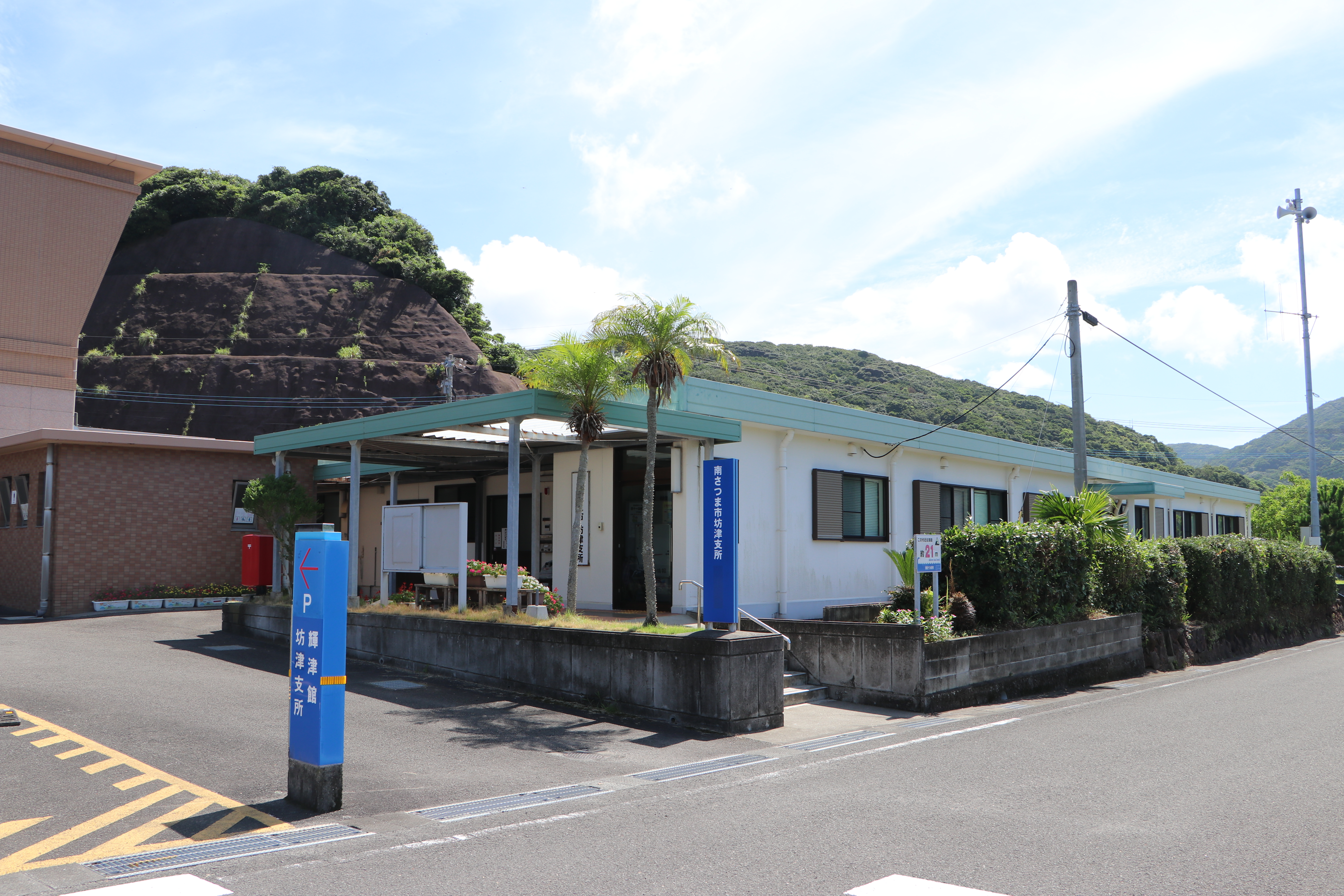
南さつま市役所坊津支所

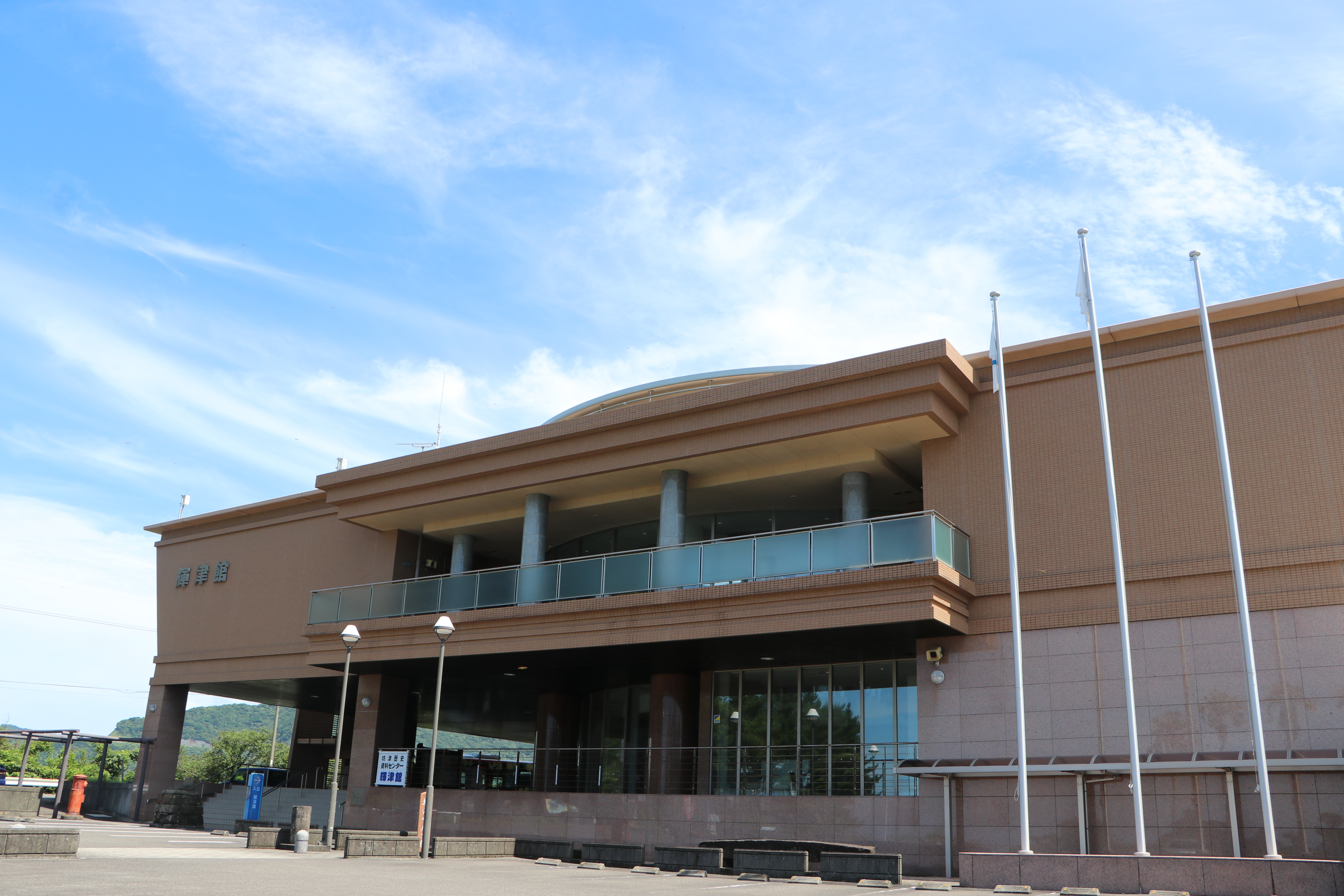
坊津歴史資料センター輝津館

### 公共
- 南さつま市役所坊津支所[74]
- 坊津歴史資料センター輝津館[75]
- 鹿児島県警察南さつま警察署坊駐在所[76]
- 坊泊地区公民館[77]
- 南さつま市立坊津図書館[77]
- 栗野地区公民館[77]
- 坊津農産品加工所[78]

### 郵便
- 坊郵便局[79]

### 寺院
- 八坂神社
旧社格は村社[67]。通称は「祇園」。祭事として例年10月15日に坊ほぜどんが行われる。
- 熊野神社
旧社格は無格社[80]。熊野速玉神を祀る[80]。
- 金比羅神社
- 龍巌寺

## 人口
以下の表は国勢調査による小地域集計が開始された1995年以降の人口の推移である。年々人口が減少傾向にある。
| 年                 | 人口  |
| ------------------ | ----- |
| 1995年（平成7年）  | 2,365 |
| 2000年（平成12年） | 2,080 |
| 2005年（平成17年） | 1,868 |
| 2010年（平成22年） | 1,689 |
| 2015年（平成27年） | 1,484 |
| 2020年（令和2年）  | 1,254 |

## 交通

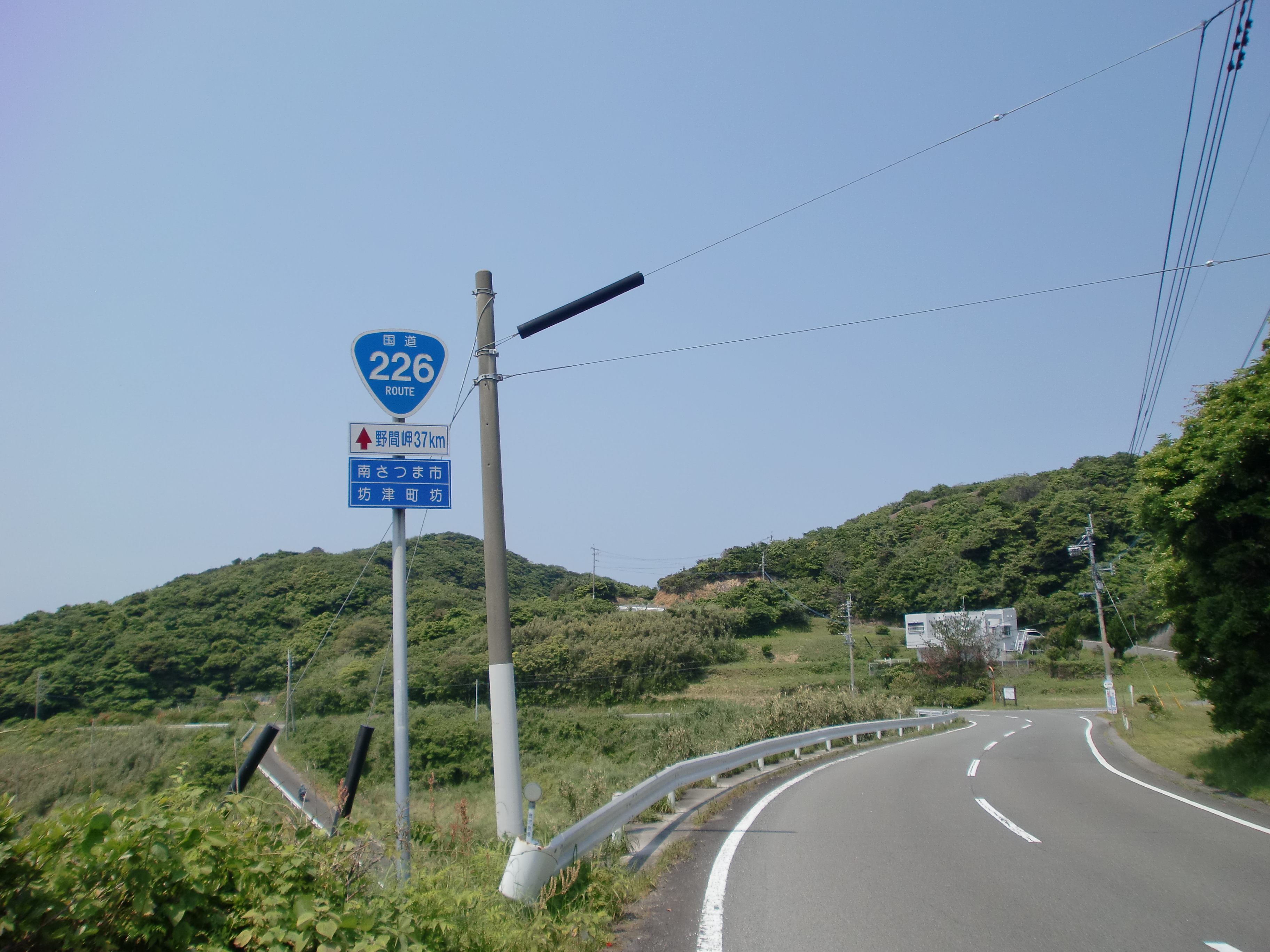
国道226号（耳取峠）

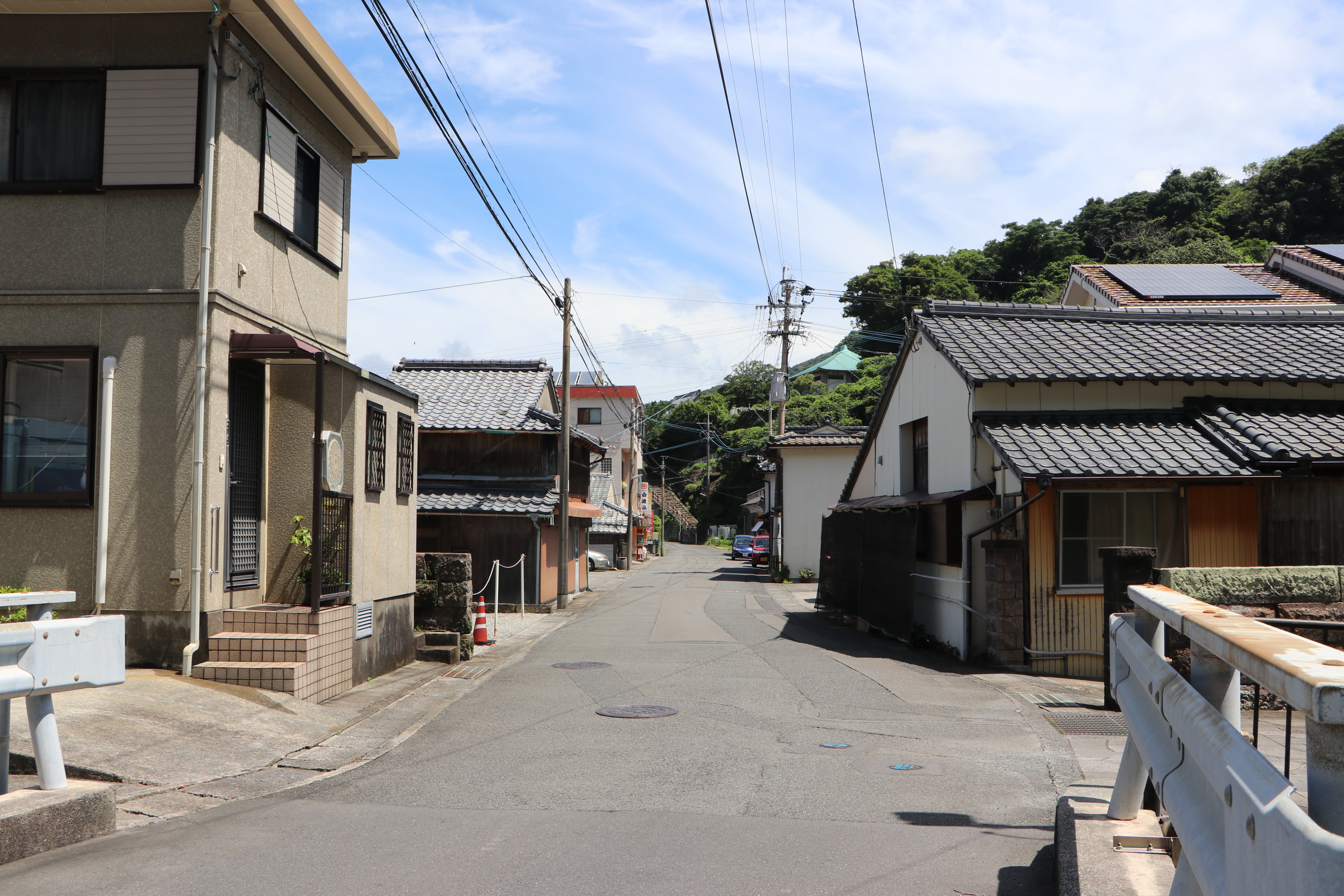
県道268号寺ヶ崎坊線（坊浜）

### 道路
国道226号は、1951年（昭和26年）に枕崎から坊津を経て野間港に至る「枕崎野間港線」が県道として認定され、1993年（平成5年）に国道に昇格した。
現在の226号のルートは、まず1909年（明治42年）に枕崎と坊を結ぶ県道が開通し、これに伴い枕崎と坊の間で馬車が運行されるようになった。1913年（大正2年）には坊から中坊まで延伸し、1917年（大正6年）には坊と久志間の道路が開通した。県道寺ヶ崎坊線は1958年（昭和33年）に寺ケ崎から坊までを結ぶ一般県道として認定された。
一般国道
- 国道226号

一般県道
- 鹿児島県道268号寺ヶ崎坊線

### バス
定期路線バスとしては鹿児島交通の路線があり、坊津町久志の今岳バス停から枕崎までの路線がある。また、つわちゃんバス中山線（坊ノ浜ルート）が週2回、坊ノ浜バス停から泊の福祉センター前を経由して、加世田バスターミナルまでを結ぶ路線が運行されている。

### 港湾
- 坊泊港（坊地区） - 第4種漁港[92]

## 教育

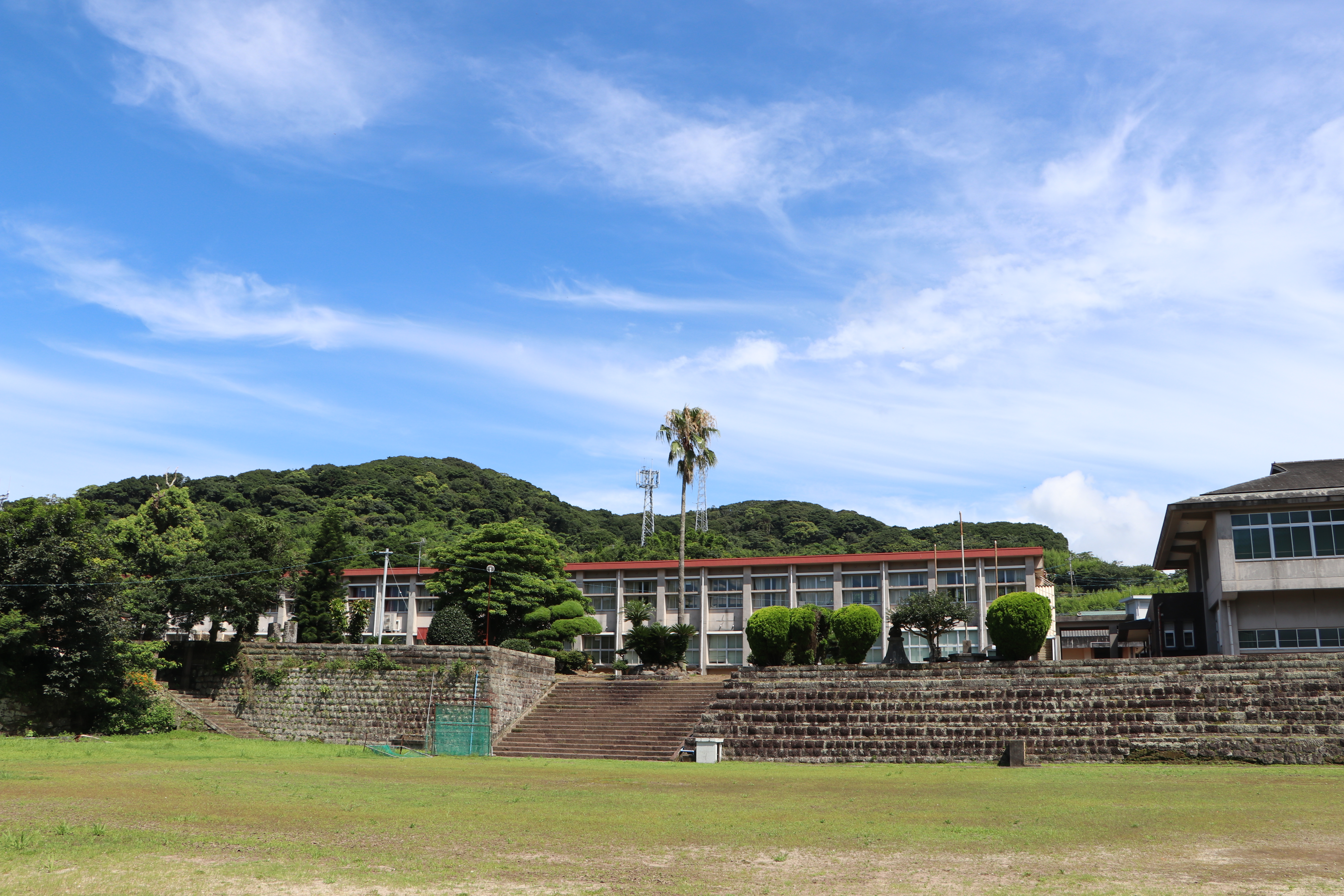
坊津学園小学校（坊泊小学校）跡地。学校用地は一乗院の跡地にあたる。

かつて坊には「坊津町立坊津高等学校」、「南さつま市立坊津学園小学校」（旧「南さつま市立坊泊小学校」）、「南さつま市立栗野小学校」が設置されていた。

### 坊津町立坊津高等学校
坊津町立坊津高等学校は、1948年（昭和23年）に設置された公立の高等学校である。設置当初は泊にあった坊泊中学校の敷地内にあったが、1949年（昭和24年）に坊泊小学校の西校庭に校舎を建設し坊に移転した。学科は普通科、無線科、定時制水産科が置かれた。1963年（昭和38年）に生徒数の減少及び坊津町の財政的負担の問題により廃校となった。

### 小中学校
中学校は坊には設置されず、大字泊に坊泊中学校が1947年（昭和22年）に設置された。坊泊中学校は2010年（平成22年）に久志中学校と統合し坊津学園中学校となり、学校は引き続き坊泊中学校跡地に設置された。
坊泊小学校は、1873年（明治6年）郷校として設置され。栗野小学校は1883年（明治16年）に設立された。2010年（平成22年）に両校とも統合され坊津学園小学校となり、坊泊小学校跡地に設置された。
2013年（平成25年）に坊津学園中学校及び坊津学園小学校は泊にある高太朗公園に移転し施設一体型の小中学校となった。これにより坊からは学校施設が無くなった。坊津学園中学校と坊津学園小学校は移転後に統合され、義務教育学校である南さつま市立坊津学園となった。
2020年現在では下記のとおり、坊津町泊にある義務教育学校である南さつま市立坊津学園の通学区域となっている。
| 大字     | 地区 | 小学校                               | 中学校                               |
| -------- | ---- | ------------------------------------ | ------------------------------------ |
| 坊津町坊 | 全域 | 南さつま市立坊津学園（義務教育学校） | 南さつま市立坊津学園（義務教育学校） |

## 関連する作品

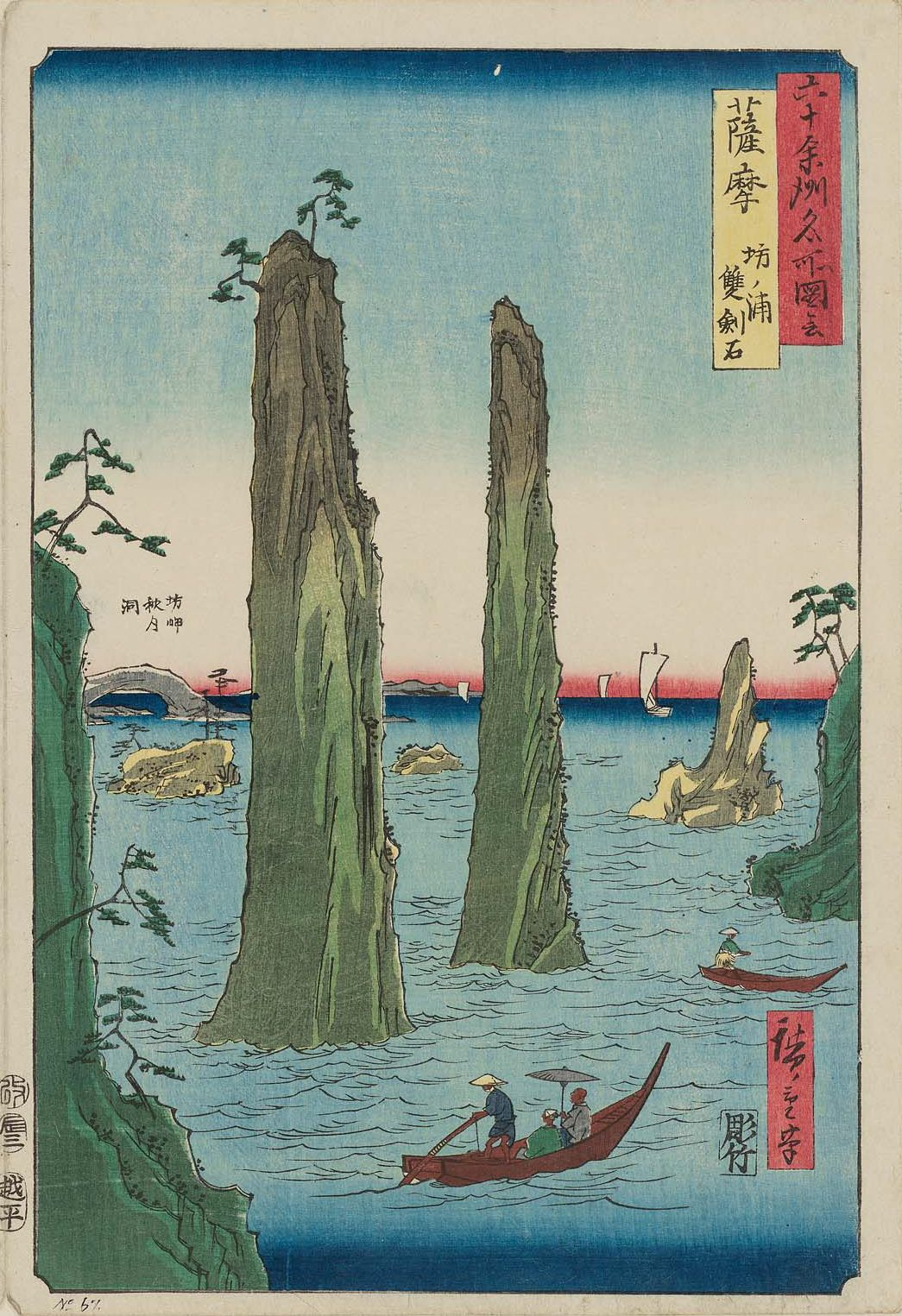
歌川広重作「六十余州名所図会 薩摩 坊ノ浦 雙剣石」

- 『六十余州名所図会 薩摩 坊ノ浦 雙劍石』 - 歌川広重作の「双剣石」を描いた浮世絵木版画である[13]。
- 『坊津八景』 - 詳細は下記を参照。

### 坊津八景
坊津八景は近衛信輔が坊津の風景について詠んだ八景題材の和歌である。2006年現在、八景のすべてが現存しており、全国的に詠まれた八景において題材となった場所がすべてが現存するものは極めて稀である。以下は薩摩藩が江戸時代後期に編纂した地誌である『三国名勝図会』に掲載されている坊津八景の原文である（旧字体は新字体に改めた）。また三国名勝図会編纂時に追加された江戸時代後期頃の風景の挿絵についてもギャラリーで示す。

中島晴嵐
松原や麓につゞく中島の 嵐に晴るゝ峯のしら雲
深浦夜雨
舟とめて蓬もる露は深浦の 音もなぎさの夜の雨かな
松山晩鐘
今日もはや暮に傾く松山の 鐘の響きに急ぐ里人
亀浦帰帆
亀が浦や釣せんさきに白波の うき起と見て帰る舟人
鶴崎暮雪
鶴が崎や松の梢も白妙に ときはの色も雪の夕暮
網代夕照
磯ぎはの暗きあじろの海面も 夕日の跡に照らす篝火
御崎秋月
荒磯のいはまくぐりし秋の月 かげを御崎の波に浸して
田代落雁
行末は南の海の遠方や 田代に下る雁の一行
—坊津八景、近衛信輔

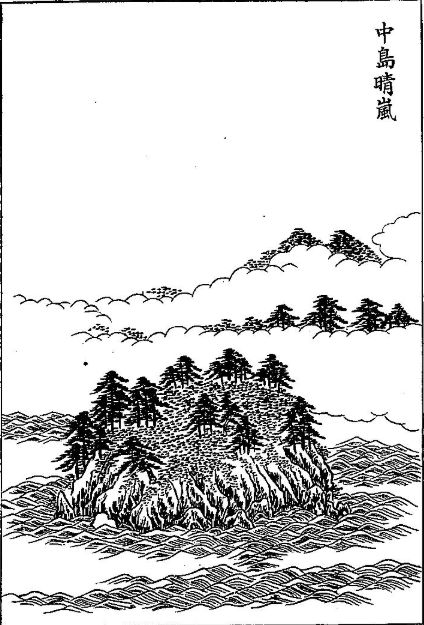
中島晴嵐
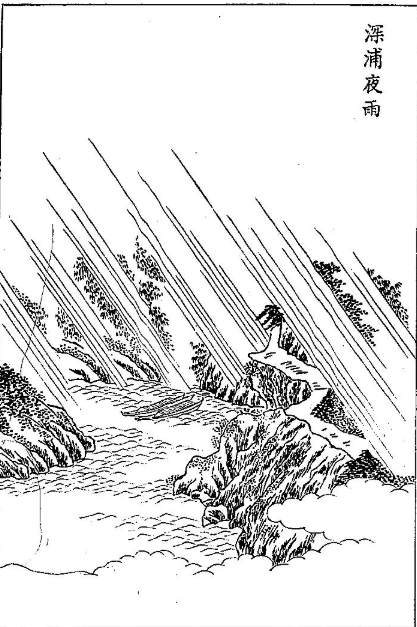
深浦夜雨
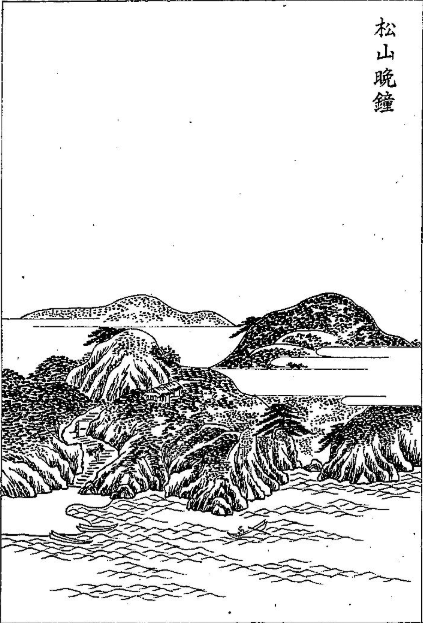
松山晩鐘
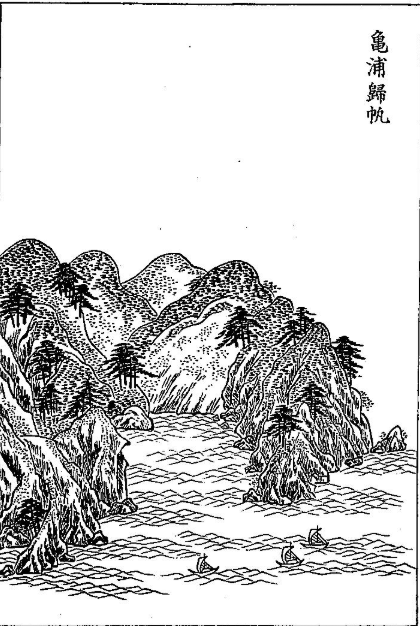
亀浦帰帆
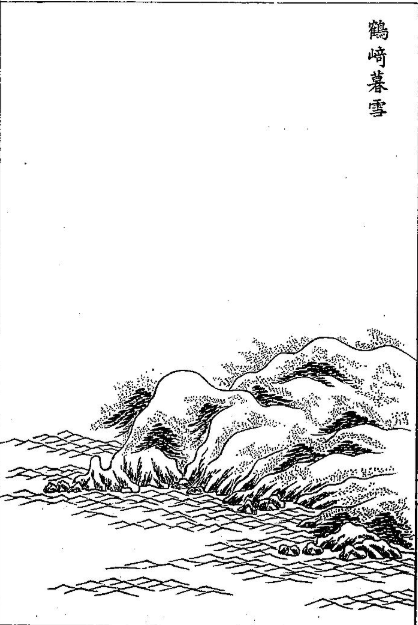
鶴崎暮雪
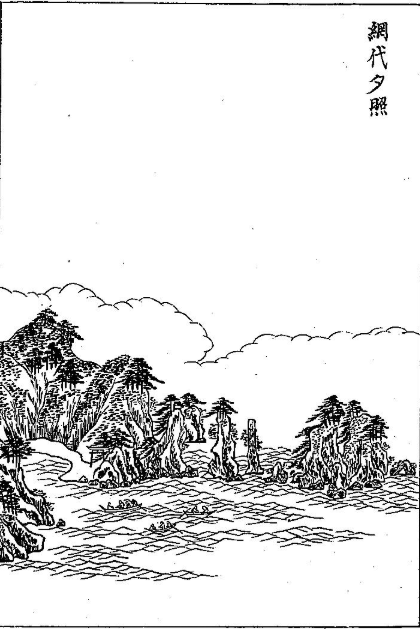
網代夕照
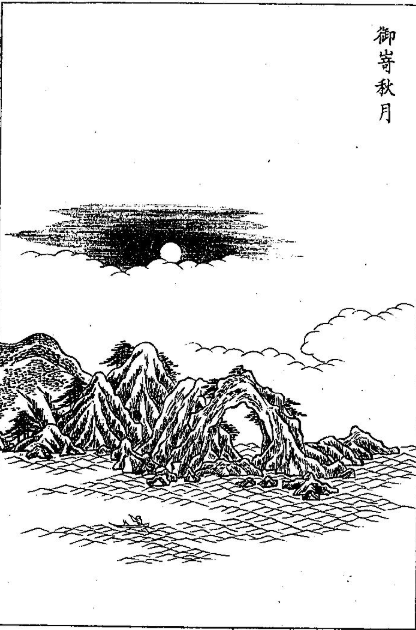
御崎秋月
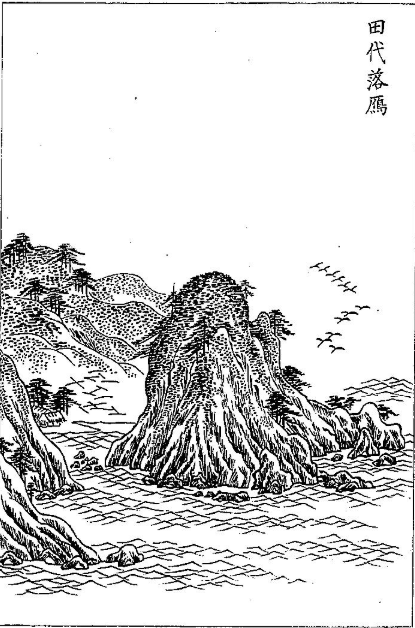
田代落雁

## 関連する人物

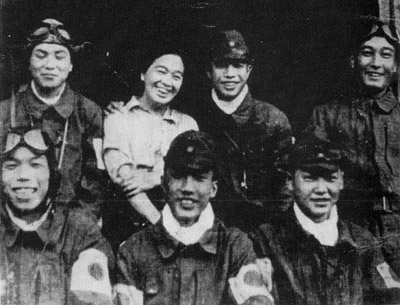
鳥濱トメと特攻隊員

### 出身者
- 鳥濱トメ（1902年 - 1992年） - 食堂経営者
坊下浜生まれ[41]。「特攻の母」として知られる[41]。27歳の時に知覧町で富屋食堂を創業[41]。第二次世界大戦中は食堂付近にあった知覧特攻基地の特攻隊員が食堂に通っており女将であったトメを母として慕っていた。終戦後は特攻隊員の慰霊を行うとともに、特攻平和観音堂の建設に尽力[41]。のちに特攻平和観音堂付近に知覧特攻平和会館が建設された。映画『ホタル』、『俺は、君のためにこそ死ににいく』で特攻の母として登場する。
- 谷上幸男（1920年 - ）- 元坊津町長
坊生まれ[102]。1991年、坊津町長選挙に立候補して初当選を果たした[102][103]。2005年6月14日、群馬県上野村長黒沢丈夫の引退に伴い全国最年長首長となった[104][105][注釈 1]。同年11月6日、市町村合併で南さつま市が発足するのに伴い町長を退任した[106]。
- 青野毅（1983年 - ） - 元プロ野球選手
坊出身である[107]。樟南高等学校を卒業後、千葉ロッテマリーンズに入団。一軍に昇格後、史上初となる1号、2号連続で満塁本塁打を記録[108]。引退後は母校である樟南高等学校でコーチとして野球部を指導している[108]。

### 一時居住
- 近衛信輔（1565年 - 1614年） - 安土桃山時代から江戸時代にかけての公家。
京都の公家近衛家の第18代当主である。前述のとおり文禄3年に後陽成天皇と豊臣秀吉の怒りを買い、坊津に3年間配流となった。
- 梅崎春生（1915年 - 1965年） - 小説家。
福岡県福岡市出身。第二次世界大戦中に坊に駐留していた震洋艇25隻からなる部隊に通信兵として配属されていた[109]。この間に小説「桜島」を執筆し、絶筆「幻化」は坊津を舞台としている[109]。